# بيت الملاحي (بني حشيش)

تعديل مصدري - تعديل

بيت الملاحي هي إحدى قرى عزلة الشرفة بمديرية بني حشيش التابعة لمحافظة صنعاء، بلغ تعداد سكانها 468 نسمة حسب تعداد اليمن لعام 2004.